# Paul Craig
Paul Lindsey Craig (Airdrie, 27 de noviembre de 1987) es un artista marcial mixto británico que actualmente compite en la categoría de peso semipesado de Ultimate Fighting Championship. Competidor profesional desde 2013, anteriormente compitió para BAMMA, donde fue el Campeón de Peso Semipesado de BAMMA. Actualmente, Paul Craig se encuentra como el peso semipesado #11 en la clasificación de peso semipesado de la UFC.

## Carrera de artes marciales mixtas

### Carrera temprana
El entrenador principal de Craig, Brian Gallagher, lo llevó de no tener experiencia en artes marciales a un 8-0 como aficionado, todos ellos con finales en el primer asalto. Como profesional, Craig fue 8-0 en el lapso de cuatro años antes de ser firmado por la UFC.
En noviembre de 2014 Paul ganó una pelea de reglas K1 en Alemania.
Ganó el Campeonato Mundial de Peso Semipesado de la BAMMA en BAMMA 23 al derrotar a Marcin Lazarz por sumisión. Estaba previsto que defendiera su título contra Chris Fields en Dublín cuando se pospuso tras la muerte del luchador portugués Joao Carvalho. El combate se reprogramó, pero no llegó a celebrarse porque Craig se dañó los ligamentos del tobillo. La primera defensa del título de Paul no se reprogramó, ya que firmó un contrato de 4 combates con la UFC.

### Ultimate Fighting Championship
Craig hizo su debut en la promoción contra Luis Henrique da Silva el 17 de diciembre de 2016 en UFC on Fox: VanZant vs. Waterson. Ganó el combate por sumisión en el segundo asalto, por lo que recibió el premio a la Actuación de la Noche.
Craig se enfrentó a Tyson Pedro el 4 de marzo de 2017 en UFC 209. Perdió el combate por TKO en el primer asalto.
Craig se enfrentó a Khalil Rountree Jr. en UFC Fight Night: Nelson vs. Ponzinibbio el 16 de julio de 2017. Perdió el combate por nocaut en el primer asalto.
Craig se enfrentó a Magomed Ankalaev el 17 de marzo de 2018 en UFC Fight Night: Werdum vs. Volkov. Ganó el combate por sumisión a los 4:59 del tercer asalto, lo que supuso el último final por sumisión en un combate a tres asaltos en la historia de la UFC. También fue premiado con una bonificación por la Actuación de la Noche.
Tras su victoria contra Ankalaev, Craig firmó un nuevo contrato de cuatro combates con la UFC.
Craig se enfrentó al recién llegado promocional Jimmy Crute el 2 de diciembre de 2018 en UFC Fight Night: dos Santos vs. Tuivasa. Perdió el combate por una sumisión kimura en el tercer asalto.
Craig se enfrentó al recién llegado promocional Kennedy Nzechukwu el 30 de marzo de 2019 en UFC on ESPN: Barboza vs. Gaethje. Perdió el combate por estrangulamiento por triángulo en el tercer asalto. Esta victoria le valió el premio a la Actuación de la Noche.
Craig se enfrentó a Alonzo Menifield el 29 de junio de 2019 en UFC on ESPN: Ngannou vs. dos Santos. Perdió el combate por nocaut en el primer asalto.
Craig se enfrentó a Vinicius Moreira el 21 de septiembre de 2019 en UFC Fight Night: Rodríguez vs. Stephens. Ganó el combate por sumisión por estrangulamiento por detrás en el primer asalto. Con esta victoria, Craig obtuvo su cuarto premio a la Actuación de la Noche.
Craig intervino con poca antelación contra Maurício Rua el 16 de noviembre de 2019 en UFC Fight Night: Błachowicz vs. Jacaré, sustituyendo a Sam Alvey que se retiró del combate por una mano rota. Después de tres asaltos, el combate de ida y vuelta fue declarado un empate dividido.
Se esperaba que Craig se enfrentara a Ryan Spann el 21 de marzo de 2020 en UFC Fight Night: Woodley vs. Edwards. Sin embargo, debido a la pandemia de COVID-19, el evento fue cancelado.
Craig se enfrentó a Gadzhimurad Antigulov el 26 de julio de 2020 en UFC on ESPN: Whittaker vs. Till. Ganó el combate mediante un estrangulamiento por triángulo en el primer asalto. Esta victoria le valió el premio a la Actuación de la Noche.
Craig se enfrentó a Maurício Rua en una revancha el 21 de noviembre de 2020 en UFC 255. Ganó el combate por nocaut técnico en el segundo asalto.
Craig tenía previsto enfrentarse a Jamahal Hill el 20 de marzo de 2021 UFC on ESPN: Brunson vs. Holland. Sin embargo, el 10 de marzo, Hill se retiró del combate tras dar positivo por COVID-19. La pareja fue reprogramada para enfrentarse el 12 de junio de 2021 en UFC 263. Al principio de la pelea, Craig consiguió un armbar tras un intento de estrangulamiento en triángulo, rompiendo el brazo de Hill en el proceso, sin embargo, Hill no tocó y la pelea se suspendió después de que Craig aterrizara numerosos golpes de codo, ganando el combate por TKO en la primera ronda. Está victoria le valió el premio a la Actuación de la Noche.
Craig estaba programado para enfrentarse a Alexander Gustafsson el 4 de septiembre de 2021 en UFC Fight Night: Brunson vs. Till. Sin embargo, una semana antes del evento, Gustafsson se retiró por lesión.
Craig se enfrentó a Nikita Krylov el 12 de marzo de 2022 en UFC Fight Night: Volkov vs. Aspinall. Ganó el combate por sumisión en el primer asalto.

## Jiu-jitsu brasileño
Compitió en el Campeonato Británico Pro Jiu Jitsu 2015, obteniendo el 1.º lugar en la división de cinturón púrpura de 95+ kg, clasificándose para el Campeonato Mundial de Jiu-Jitsu Profesional de Abu Dhabi y también el 3.º lugar en la división púrpura absoluta de 75+ kg. Tras derrotar a Jamahal Hill en 2021, Craig fue ascendido a cinturón negro mientras tomaba cervezas con su entrenador.

## Vida personal
Paul jugó al fútbol antes de convertirse en luchador de MMA. También trabajó como entrenador de fútbol antes de convertirse en profesor de una organización benéfica educativa.

## Campeonatos y logros

### Artes marciales mixtas
- Ultimate Fighting Championship
  - Actuación de la Noche (siete veces)  vs. Henrique da Silva,  Magomed Ankalaev, Kennedy Nzechukwu, Vinicius Moreira,  Gadzhimurad Antigulov, Jamahal Hill y Nikita Krylov[11][18][24][29][37]
  - Empatado (con Jon Jones, Misha Cirkunov y Ovince Saint Preux) con el segundo mayor número de victorias por sumisión en la división de peso semipesado de la UFC (cinco).[50][44]
- BAMMA
  - Campeonato Mundial de Peso Ligero de BAMMA (una vez)
- MMAJunkie.com
  - Sumisión del mes de marzo de 2019 vs. Kennedy Nzechukwu[51]

## Récord en artes marciales mixtas
| Resultado     | Récord     | Oponente              | Método                                     | Evento                                           | Fecha                    | Ronda | Tiempo | Localización            | Notas                                                       |
| ------------- | ---------- | --------------------- | ------------------------------------------ | ------------------------------------------------ | ------------------------ | ----- | ------ | ----------------------- | ----------------------------------------------------------- |
| Sin Resultado | 17-9-1 (1) | Rodolfo Bellato       | Sin resultado (patada ilegal)              | UFC on ESPN Usman vs. Buckley                    | 14 de junio de 2025      | 1     | 4:59   | Atlanta, Georgia        | Regreso al peso semipesado                                  |
| Derrota       | 17-9-1     | Bo Nickal             | Decisión (unánime)                         | UFC 309                                          | 16 de noviembre de 2024  | 3     | 5:00   | Nueva York              |                                                             |
| Derrota       | 17-8-1     | Caio Borralho         | KO (golpes)                                | UFC 301                                          | 4 de mayo de 2024        | 2     | 2:10   | Río de Janeiro          |                                                             |
| Derrota       | 17-7-1     | Brendan Allen         | Sumisión (estrangulamiento por detrás)     | UFC Fight Night: Allen vs. Craig                 | 18 de noviembre de 2023  | 3     | 0:38   | Las Vegas, Nevada       |                                                             |
| Victoria      | 17-6-1     | André Muniz           | TKO (codazos)                              | UFC Fight Night: Aspinall vs. Tybura             | 22 de julio de 2023      | 2     | 4:40   | Londres                 | Debut en peso mediano. Actuación de la Noche.               |
| Derrota       | 16–6-1     | Johnny Walker         | TKO (golpes)                               | UFC 283                                          | 21 de enero de 2023      | 1     | 2:16   | Río de Janeiro          |                                                             |
| Derrota       | 16–5-1     | Volkan Oezdemir       | Decisión (unánime)                         | UFC Fight Night: Blaydes vs. Aspinall            | 23 de julio de 2022      | 3     | 5:00   | Londres                 |                                                             |
| Victoria      | 16-4-1     | Nikita Krylov         | Sumisión (estrangulamiento por triángulo)  | UFC Fight Night: Volkov vs. Aspinall             | 19 de marzo de 2022      | 1     | 3:57   | Londres                 | Actuación de la Noche.                                      |
| Victoria      | 15-4-1     | Jamahal Hill          | TKO (codazos y puñetazos)                  | UFC 263                                          | 12 de junio de 2021      | 1     | 1:59   | Glendale, Arizona       | Actuación de la Noche.                                      |
| Victoria      | 14-4-1     | Maurício Rua          | TKO (sumisión a golpes)                    | UFC 255                                          | 21 de noviembre de 2020  | 2     | 3:36   | Las Vegas, Nevada       |                                                             |
| Victoria      | 13-4-1     | Gadzhimurad Antigulov | Sumisión (estrangulamiento por triángulo)  | UFC on ESPN: Whittaker vs. Till                  | 26 de julio de 2020      | 1     | 2:06   | Abu Dhabi               | Actuación de la Noche.                                      |
| Empate        | 12-4-1     | Maurício Rua          | Empate (dividido)                          | UFC Fight Night: Błachowicz vs. Jacaré           | 16 de noviembre de 2019  | 3     | 5:00   | São Paulo               |                                                             |
| Victoria      | 12-4       | Vinicius Moreira      | Sumisión (estrangulamiento por detrás)     | UFC Fight Night: Rodríguez vs. Stephens          | 21 de septiembre de 2019 | 1     | 3:19   | Ciudad de México        | Actuación de la Noche.                                      |
| Derrota       | 11-4       | Alonzo Menifield      | KO (puñetazos)                             | UFC on ESPN: Ngannou vs. dos Santos              | 29 de junio de 2019      | 1     | 3:19   | Minneapolis, Minnesota  |                                                             |
| Victoria      | 11-3       | Kennedy Nzechukwu     | Sumisión (estrangulamiento por triángulo)  | UFC on ESPN: Barboza vs. Gaethje                 | 30 de marzo de 2019      | 3     | 4:20   | Filadelfia, Pensilvania | Actuación de la Noche.                                      |
| Derrota       | 10-3       | Jimmy Crute           | Sumisión (kimura)                          | UFC Fight Night: dos Santos vs. Tuivasa          | 2 de diciembre de 2018   | 3     | 4:51   | Adelaida                |                                                             |
| Victoria      | 10-2       | Magomed Ankalaev      | Sumisión (estrangulamiento por triángulo)  | UFC Fight Night: Werdum vs. Volkov               | 17 de marzo de 2018      | 3     | 4:59   | Londres                 | Actuación de la Noche.                                      |
| Derrota       | 9-2        | Khalil Rountree Jr.   | KO (puñetazos)                             | UFC Fight Night: Nelson vs. Ponzinibbio          | 16 de julio de 2017      | 1     | 4:56   | Glasgow                 |                                                             |
| Derrota       | 9-1        | Tyson Pedro           | TKO (codazos)                              | UFC 209                                          | 4 de marzo de 2017       | 1     | 4:10   | Las Vegas, Nevada       |                                                             |
| Victoria      | 9-0        | Henrique da Silva     | Sumisión (barra de brazo)                  | UFC on Fox: VanZant vs. Waterson                 | 17 de diciembre de 2016  | 2     | 1:59   | Sacramento, California  | Actuación de la Noche.                                      |
| Victoria      | 8-0        | Marcin Łazarz         | Sumisión (estrangulamiento por triángulo)  | BAMMA 23                                         | 14 de noviembre de 2015  | 1     | 3:51   | Londres                 | Ganó el Campeonato Mundial de Peso Ligero de BAMMA.         |
| Victoria      | 7-0        | Karl Moore            | Sumisión (estrangulamiento por guillotina) | BAMMA 22                                         | 19 de septiembre de 2015 | 2     | 0:48   | Dublín                  |                                                             |
| Victoria      | 6-0        | Adam Wright           | Sumisión (barra de brazo)                  | Animalistic MMA: Rise of the Alpha               | 20 de junio de 2015      | 1     | 0:47   | Preston                 |                                                             |
| Victoria      | 5-0        | Andrzej Bachorz       | Sumisión (estrangulamiento D'Arce)         | FightStar Championship 5                         | 11 de abril de 2015      | 1     | 2:37   | Coventry                | Ganó el vacante Campeonato de Peso Semipesado de FightStar. |
| Victoria      | 4-0        | Dan Konecke           | TKO (puñetazos)                            | First Fighting Championship: Resurgence          | 13 de septiembre de 2014 | 1     | 4:18   | Hamilton                |                                                             |
| Victoria      | 3-0        | Jon Ferguson          | Sumisión (estrangulamiento por triángulo)  | Full Contact Contender 10                        | 21 de junio de 2014      | 1     | 1:50   | Bolton                  |                                                             |
| Victoria      | 2-0        | Antonio Braga         | Sumisión (estrangulamiento por triángulo)  | Underdog Xtreme Championships 2                  | 1 de marzo de 2014       | 1     | 2:41   | Belfast                 |                                                             |
| Victoria      | 1-0        | Brad Conway           | Sumisión (estrangulamiento por triángulo)  | First Fighting Championship 3: Prepare For Glory | 24 de agosto de 2013     | 1     | 2:00   | Hamilton                |                                                             |